# John Bassett Moore
John Bassett Moore, född 3 december 1860 i Smyrna i Delaware, död 12 november 1947 i New York, var en amerikansk jurist.
Efter universitetsstudier blev Moore 1885-91 tjänsteman i utrikesdepartementet. 1891-1924 var han professor i internationell rätt och diplomati vid Columbia University, och från 1912 medlem av Internationella skiljedomstolen i Haag samt 1921-28 domare i fasta mellanfolkliga domstolen där. Moore var USA:s delegerade vid internationella konferensen i Haag 1922-23 och flera andra sammankonster. Han var även direktör för och medlem av förvaltningsrådet i försäkringsbolaget Equitable life. Hans litterära verksamhet ägnades åt internationell rätt med verk som Extradition and interstate rendition (2 band, 1891), History and digest of international arbitrations (6 band, 1898), Digest of international law (8 band, 1906), samt International adjudications (1931-). Han var därtill utgivare av Works of J. Buchanan (12 band, 1908).